# Editora Nova Cultural
Editora Nova Cultural (anterior Abril Cultural) este o companie originară din Editora Abril, care oferă produse editoriale culturale și de divertisment distribuite în principal cu diferite publicații.
Produsele editurii sunt distribuite prin diferite canale de vânzare, cum ar fi standurile de ziare, librării, abonamente și vânzări directe.

## Istoric
Abril Cultural a fost o divizie a Grupo Abril fondată în 1968 și a fost responsabilă pentru lansarea a peste 200 de cărți, broșuri și discuri de vinil pe piața editorială braziliană. Ea a fost transformată în 1982 în Editora Nova Cultural, fiind controlată de holdingul CLC - Comunicações, Lazer e Cultura.
În 2008 s-a dezvăluit că pentru mai puțin de 22 dintre titlurile colecției „Obras-Primas” (care au fost vândute între 1995 și 2002 la standurile de ziare) a editurii există suspiciuni că a avut loc o menționare eronată a traducătorilor (plagiat).

## Colecții (unele publicate de Abril Cultural)
- A Bíblia mais Bela do Mundo (1966) - ediție de lux, cu peste 3.000 de ilustrații, apariția ei a marcat începutul popularizării editurilor culturale din Brazilia.[1] A fost realizată pornind de la colecția originală a editurii italiene Fratelli Fabbri Editori.
- Medicina e Saúde (1967)
- Enciclopédia Conhecer - în treizeci de ani a avut treisprezece ediții și a vândut peste 100 de milioane de exemplare.
- Nosso Século
- Grandes Compositores da Música Universal (1968)[5]
- Grandes Personagens da Nossa História (1972)
- Os Pensadores (1973)
- Mestres da Música (1979)
- Os Economistas (1985)
- Tudo sobre Drogas (1986)
- Os Grandes Líderes (1988)

## Legături externe
- Site web oficial
- Istoricul editurii